# Ondícula
La transformada de ondícula es un tipo especial de transformada matemática que representa una señal en términos de versiones trasladadas y dilatadas de una onda finita (denominada óndula madre).
La teoría de ondículas está relacionada con campos muy variados. Todas las transformaciones de ondículas pueden ser consideradas formas de representación en tiempo-frecuencia y, por tanto, están relacionadas con el análisis armónico. Las transformadas de ondículas son un caso particular de filtro de respuesta finita al impulso. Las óndulas, continuas o discretas, como cualquier función L2, responden al principio de incertidumbre de Hilbert (conocido en física como principio de incertidumbre de Heisenberg), el cual establece que producto de las dispersiones obtenidas en el espacio directo y en el de las frecuencias no puede ser más pequeño que una cierta constante geométrica. En el caso de las ondículas discretas, la dispersión de los coeficientes se ha de medir de acuerdo con la norma l2 (norma 2 de series numerables).
| Funciones de ondícula y escalado       |
| Amplitudes del espectro de frecuencias |

## Nomenclatura
El término original francés ondelette, introducido por Jean Morlet y Alex Grossmann, ha sido traducido al inglés como wavelet, y también al español como ondículas, ondeletas u onditas.
Las transformadas de ondículas (TO) están dadas por la transformada ondícula continua (TOC) y la transformada ondícula discreta (TOD). Son dos herramientas que permiten el análisis de señales de manera similar a la transformada de Fourier con la diferencia que la TO puede entregar información temporal y frecuencial en forma cuasisimultánea, mientras que la TF solo da una representación frecuencial.
De acuerdo con el principio de incertidumbre de Heisenberg, existen limitaciones en la resolución tiempo y frecuencia, pero es posible realizar un análisis usando la transformada de ondícula, que permite examinar la señal a distintas frecuencias y con diferentes resoluciones. La TO da una buena resolución temporal y baja resolución en frecuencia para eventos de altas frecuencias y da una buena resolución frecuencial pero poca resolución temporal en eventos de bajas frecuencias.

## Aplicaciones
En cuanto a sus aplicaciones, la transformada de óndula discreta se utiliza para la codificación de señales, mientras la continua se utiliza en el análisis de señales. Como consecuencia, la versión discreta de este tipo de transformada se utiliza fundamentalmente en ingeniería e informática, mientras que la continua se utiliza sobre todo en la física. Este tipo de transformadas están siendo cada vez más empleadas en un amplio campo de especialidades, a menudo sustituyendo a la transformada de Fourier,[cita requerida] por su ventaja para el análisis de señales en el dominio del tiempo y la frecuencia. Se puede observar este desplazamiento en el paradigma en múltiples ramas de la física, como la dinámica molecular, los cálculos ab initio, la astrofísica, la geofísica de los sismos, la óptica, el estudio de las turbulencias y la mecánica cuántica, así como en otros campos muy variados como el procesamiento digital de imágenes, los análisis de sangre, el análisis de electrocardiogramas, el estudio del ADN, el análisis de proteínas, la meteorología, el procesamiento de señal en general, el reconocimiento de voz, los gráficos por ordenador, el análisis multifractal y en el campo de biometría.

## Historia
En términos históricos, el desarrollo de las óndulas entronca con varias líneas de pensamiento, a partir del trabajo de Alfred Haar a principios del siglo XX en que proponía el primer wavelet u ondícula conocido, en su honor llamado wavelet de Haar. Contribuyeron de modo notable al avance de la teoría Pierre Goupillaud, Alex Grosman y Jean Morlet con su formulación de lo que hoy conocemos como transformada de óndula continua, Jan Olov-Strömberg con su temprano trabajo sobre óndulas discretas (1983), Ingrid Daubechies, con su propuesta de óndulas ortogonales con soporte compacto (1988), Stéphane Mallat e Yves Meyer, con su marco multirresolución (1989), Delrat con su interpretación de la transformada óndulas en tiempo-frecuencia (1991), David Edward Newland, con su transformada óndula armónica, y muchos otros desde entonces.

## Aplicaciones
- JPEG2000
- DJVU
- Dirac
- SPIHT